# Harald Wilhelm
Harald Wilhelm (* 23. April 1966 in München) ist ein deutscher Manager und Mitglied des Vorstands der Mercedes-Benz Group AG.

## Ausbildung
Harald Wilhelm absolvierte ein Studium der Betriebswirtschaft an der Ludwig-Maximilians-Universität in München, das er 1991 als Diplom-Kaufmann abschloss.

## Karriere
Im selben Jahr trat er als betriebswirtschaftlicher Mitarbeiter im Bereich Finanzen/Controlling in die Deutsche Aerospace AG ein. Von 1992 bis 1994 war Wilhelm Manager für Mergers & Acquisitions M&A bei Daimler-Benz Aerospace zuständig und von 1995 bis 1997 Senior Manager des gleichen Bereichs. Ab Januar 1998 bis Ende 1999 war er Vice President Mergers & Acquisitions bei DaimlerChrysler Aerospace. Im Januar 2000 wechselte er zu Airbus. Dort wurde er zunächst Vice President Accounting, Tax and Financial Services und 2003 Senior Vice President Financial Control des Unternehmensbereichs Commercial Aircraft. Ab Januar 2007 war er Chief Controlling Officer und stellvertretender Chief Financial Officer (CFO) und ab Februar 2008 CFO dieses Bereichs. Ab Juni 2012 wurde er zusätzlich CFO des Gesamtkonzerns und in dieser Funktion Mitglied des Vorstands von Airbus.
Zum 1. April 2019 wurde er in den Vorstand der damaligen Daimler AG berufen, zunächst ohne Ressortzuordnung. Mit Ende der Daimler-Hauptversammlung am 22. Mai 2019 übernahm er das Ressort Finanzen & Controlling/Daimler Financial Services von seinem Vorgänger Bodo Uebber.

## Mandate
Seit dem 23. Mai 2019 ist Harald Wilhelm Vorsitzender des Aufsichtsrats der Mercedes-Benz Mobility AG. Zudem übt er zusätzlich u. a. folgende Mandate aus: Seit Mai 2019 Mitglied im Präsidium und Vorstand des Deutschen Aktieninstitutes. Seit Juni 2019 nahm er außerdem ein Mandat im Board of Directors der chinesischen BAIC Motor Corporation Ltd. auf.